# Haydée (opéra)

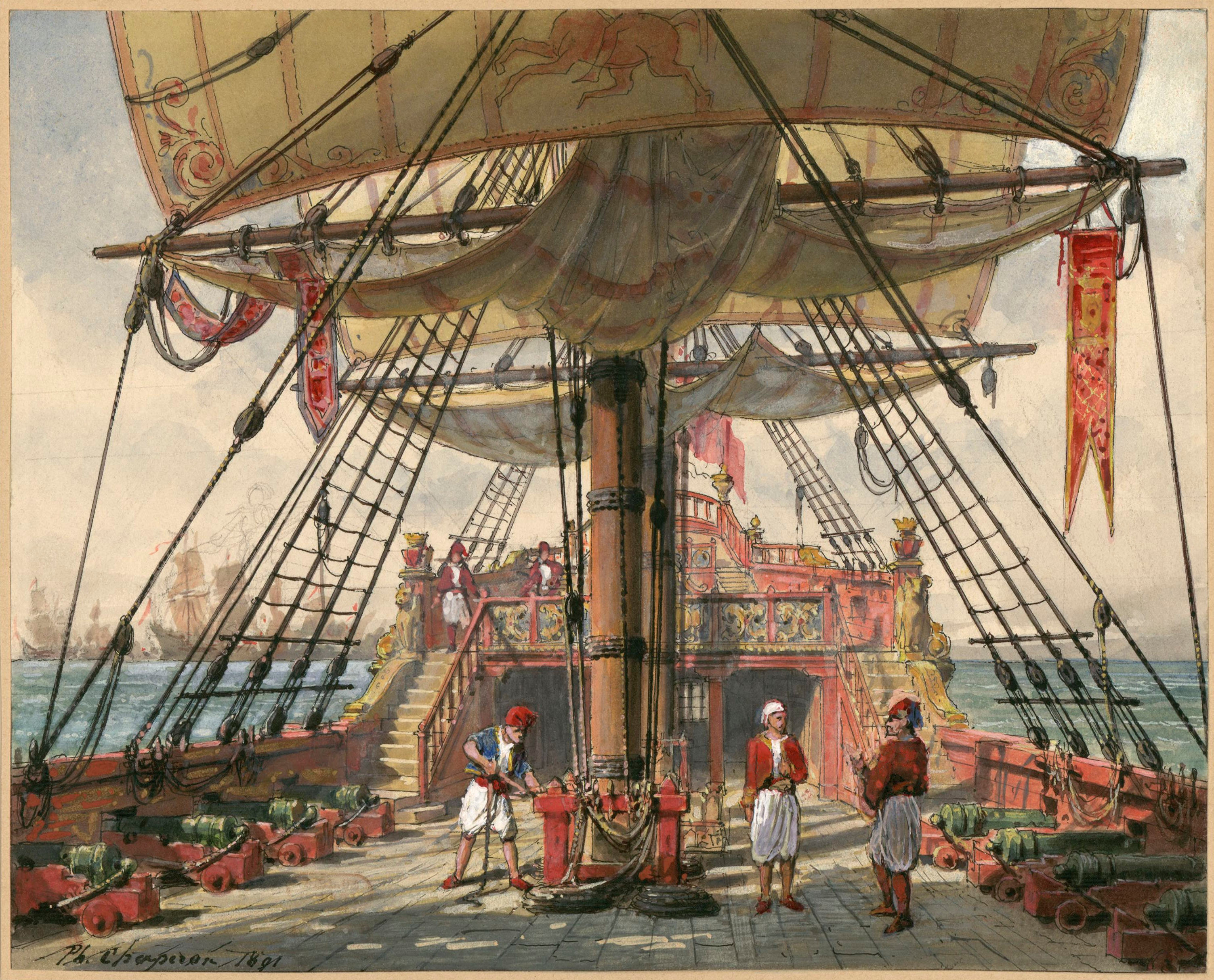
esquisse de décor de l'acte II (Philippe Chaperon, 1891)

Haydée, ou Le secret, est un opéra-comique du compositeur français Daniel-François-Esprit Auber, créé au Théâtre Royal de l'Opéra-Comique, dans la  Salle Favart, à Paris, le 28 décembre 1847. Le livret (en trois actes) a été écrit par Eugène Scribe, collaborateur  régulier d'Auber,  et est basé sur une  nouvelle de Prosper Mérimée, La Partie de trictrac (1830).
L'opéra fut représenté régulièrement à l'Opéra-Comique, cumulant, à la fin du XIXe siècle, plus de 520 représentations.

## Rôles

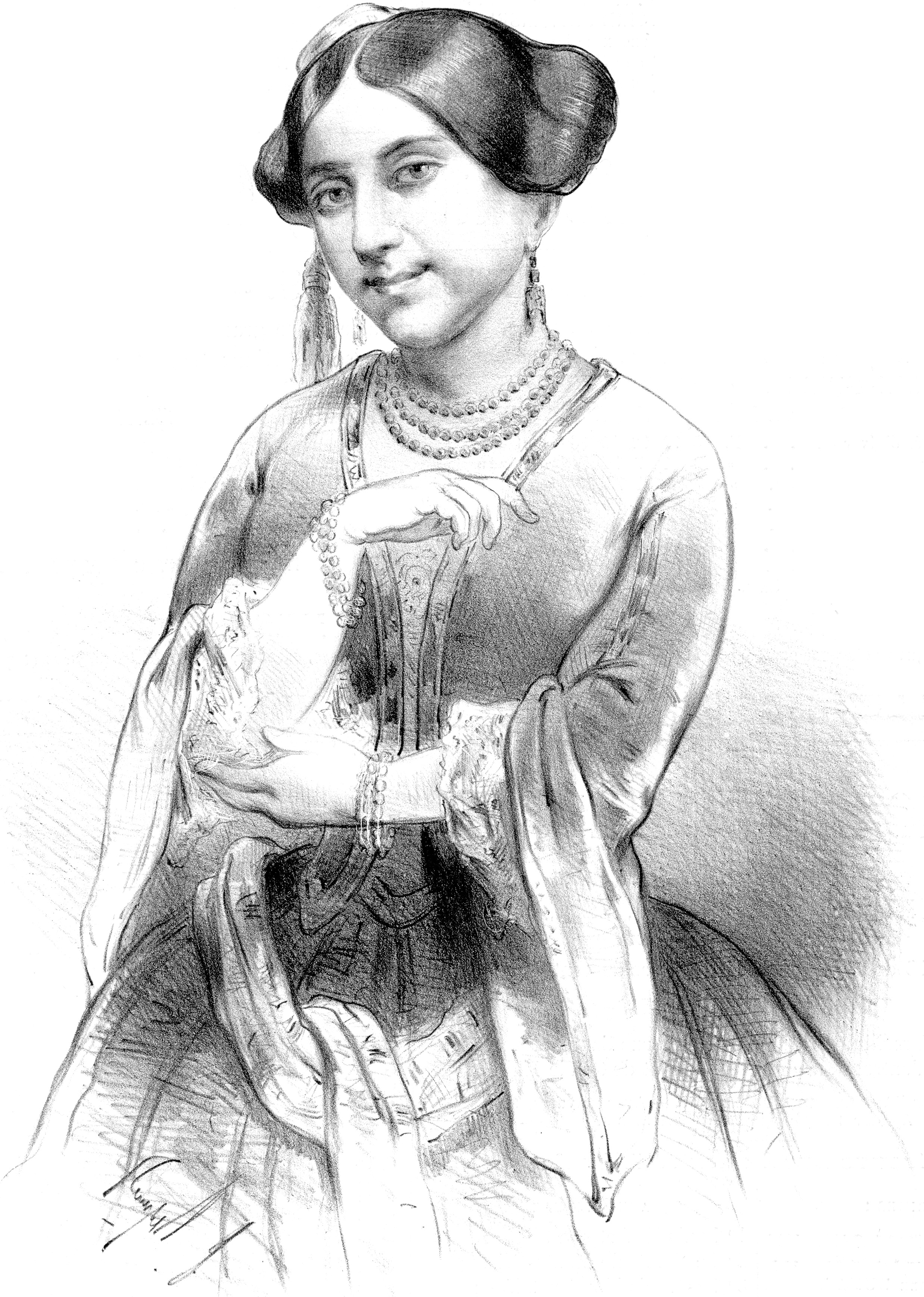
Anne-Benoîte-Louise Lavoye dans le rôle d'Haydée.

| Rôle            | Voix    | Distribution de la création, 28 décembre 1847 (Direction : Théodore Labarre) |
| --------------- | ------- | ---------------------------------------------------------------------------- |
| Andréa Donato   | ténor   | Marius-Pierre Audran                                                         |
| Doménico        | ténor   | Edmond-Jules Delaunay-Ricquier                                               |
| Haydée          | soprano | Anne-Benoîte-Louise Lavoye                                                   |
| Lorédan Grimani | ténor   | Gustave-Hippolyte Roger                                                      |
| Malipieri       | basse   | Léonard Hermann-Léon                                                         |
| Rafaela         | soprano | Sophie Grimm                                                                 |

## Argument
L'histoire se déroule au XVIe siècle, durant les guerres opposant Venise et l'Empire ottoman. Il a pour personnage principal un amiral vénitien, Lorédan, qui ne se pardonne pas d'avoir  triché aux dés. Le personnage éponyme est une  jeune  esclave  chypriote ; son nom fait référence à Haydée, la fille du  roi pirate du poème  Don Juan de Byron.

## Enregistrement
- Isabelle Philippe (Haydée) ; Bruno Comparetti (Lorédan Grimani) ; Paul Medioni (Malipieri) ; Anne Sophie Schmidt (Rafaela) ; Mathias Vidal (Andréa Donato) ; Stéphane Malbec-Garcia (Doménico) ; Michael Swiereczewski (chef d'orchestre) ; Théâtre impérial de Compiègne ; Pierre Jourdan (direction artistique) ; André Brasilier (scénographie) ; Jean-Pierre Capeyron (costumes) ; Thierry Alexandre (lumières). Kultur Video D4244 (Région 1, NTSC, 137 min, 16:9 anamorphique), 2005.

## Sources
- Amanda Holden (éd.), The New Penguin Opera Guide, New York, Penguin Putnam, 2001  (ISBN 0-14-029312-4)